# ビラヴド (小説)
『ビラヴド』(Beloved)は、アメリカの作家トニ・モリスンによる1987年の小説である。
小説は1988年にピューリッツァー賞 フィクション部門を受賞した。